# Carl Bremiker
Carl Bremiker (Hagen, Westfalia; 23 de febrero de 1804 – Berlín, 26 de marzo de 1877) fue un astrónomo y geodésico alemán.
Formado como topógrafo, Bremiker trabajó en Renania-Westfalia encuesta hasta 1835. Tras ello obtuvo un doctorado y fue ayudante de Johann Franz Encke. El 26 de octubre de 1840 Bremiker descubrió un cometa, hoy designado C/1840 U1 (Bremiker), por lo que ganó el premio Lalande en 1840. Hizo entradas y correcciones de cinco de cartas estelares de la Academia de Berlín y colaboró con el Berliner Astronomisches Jahrbuch.
En 1852 Bremiker publicó una nueva edición de la obra del barón Jurij Vega, Thesaurus Logarithmorum Completus (una popular tabla de logaritmos). La tabla fue publicada en latín como Logarithmorum VI decimalium nova tabula berolinensis, auctore Carola Bremiker. En 1860 la tabla fue republicada en alemán bajo el título Logarithmisch-trigonometrische Tafeln mit sechs Decimalstellen bearbeitet. La obra pasó por docenas de ediciones en alemán e inglés. Bremiker también fue editor del Nautisches Jahrbuch de 1850 a 1877 y del francés Annuaire nautique. 
Bremiker fue un Inspector de la Departamento de Planificación del Ministerio de Comercio prusiano y desde 1868 Director de Departamento del Real Instituto Geodésico de Prusia.